# West Melbourne (Floride)
Pour l’article homonyme, voir West Melbourne (Victoria).
West Melbourne est une ville américaine située dans le comté de Brevard en Floride.

## Démographie
| 1960  | 1970  | 1980  | 1990  | 2000  | 2010   |
| ----- | ----- | ----- | ----- | ----- | ------ |
| 2 266 | 3 050 | 5 078 | 8 399 | 9 824 | 18 355 |

Selon le recensement de 2010, West Melbourne compte 18 355 habitants. La municipalité s'étend sur 10,22 milles carrés (26,47 km2).